# 空港駅 (釜山広域市)
空港駅（くうこうえき）は、大韓民国釜山広域市江西区大渚洞にある釜山-金海軽電鉄の駅である。駅番号は4。
英語による駅名は「Gimhae Int'l Airport」であり、日本語案内でも、金海空港駅（キムヘくうこうえき）とされることがある。

## 駅構造
相対式ホーム2面2線を有する高架駅で、フルスクリーンタイプのホームドアが設置されている。

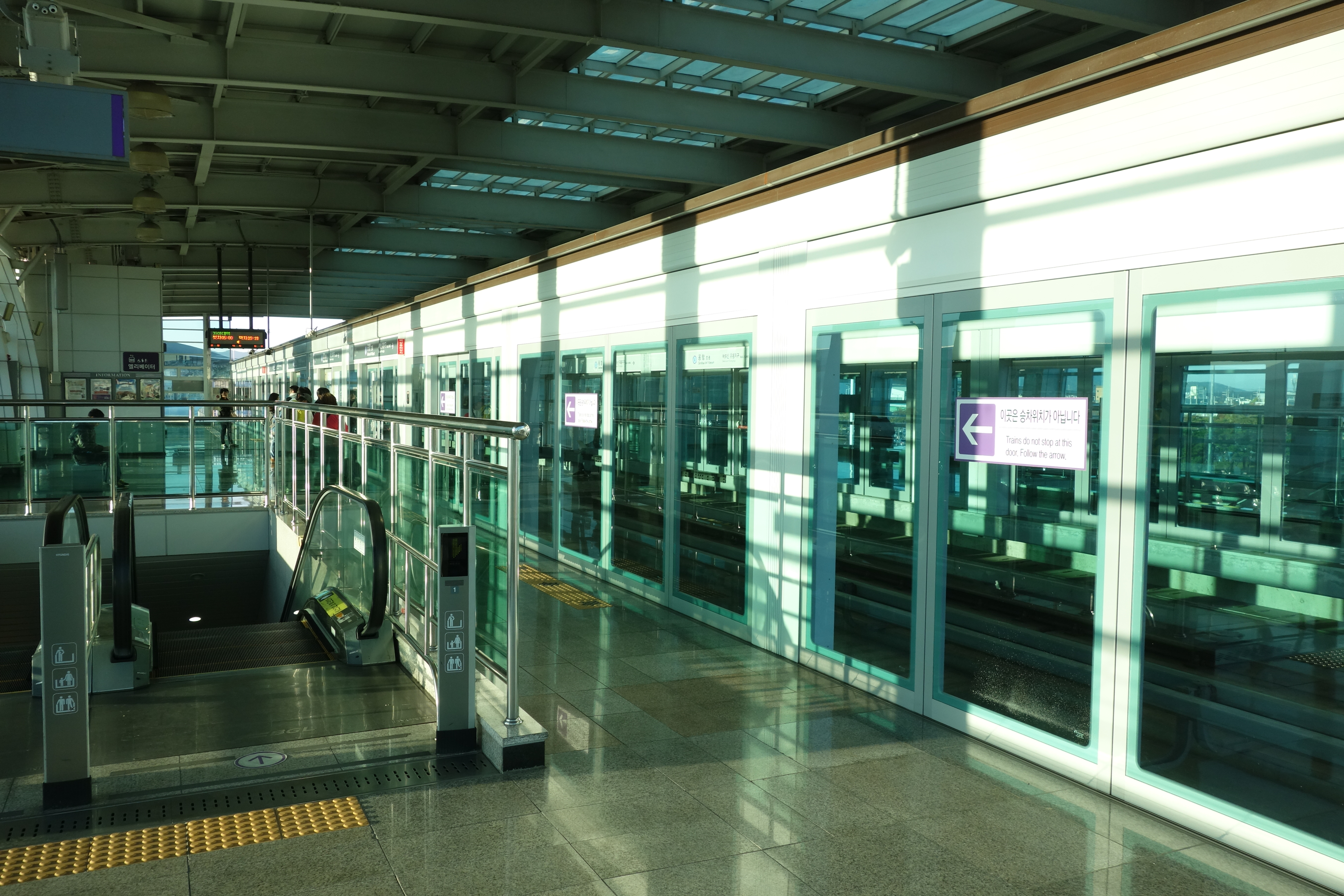
上りホーム（2013年11月）
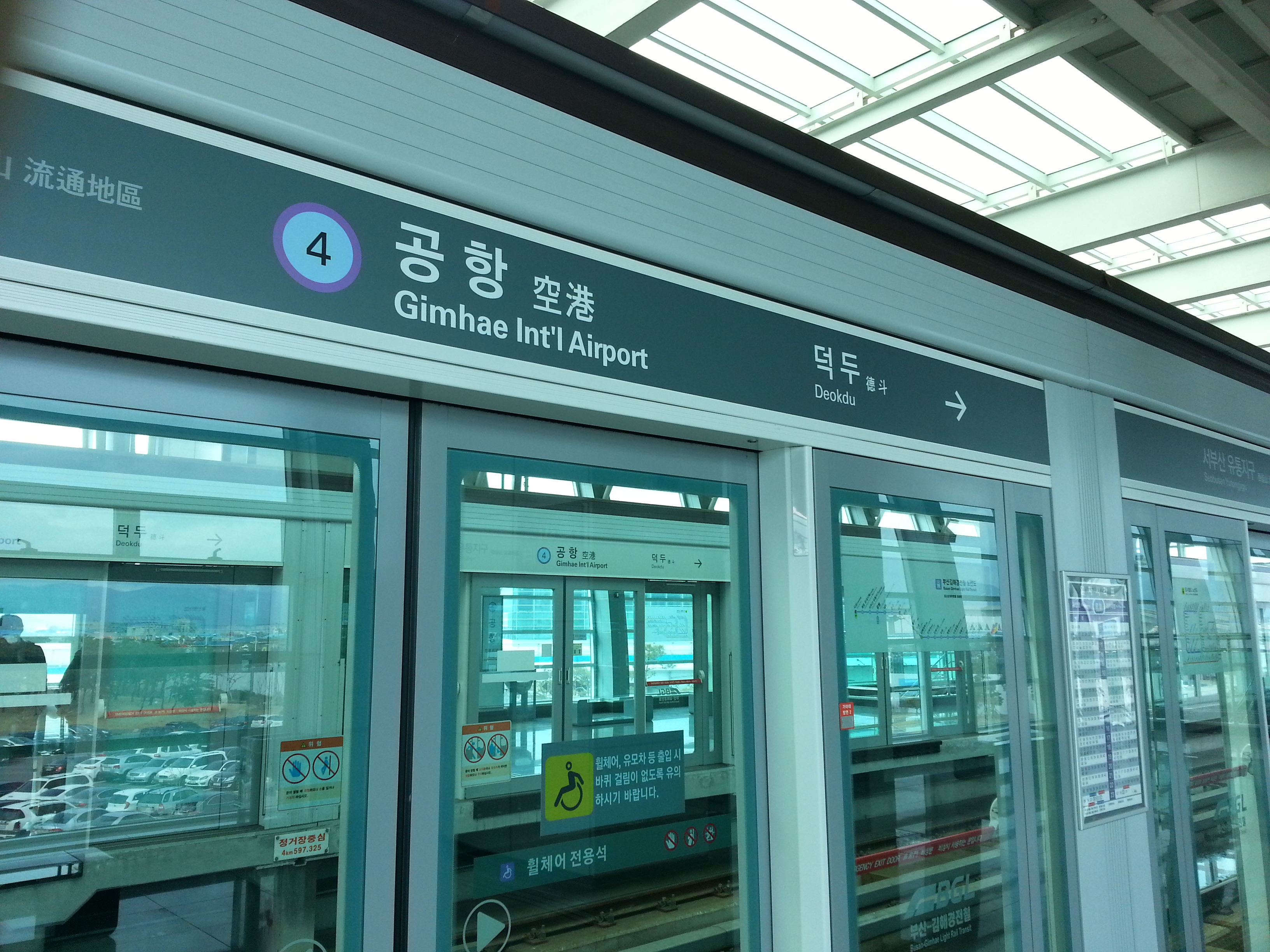
ホームドア
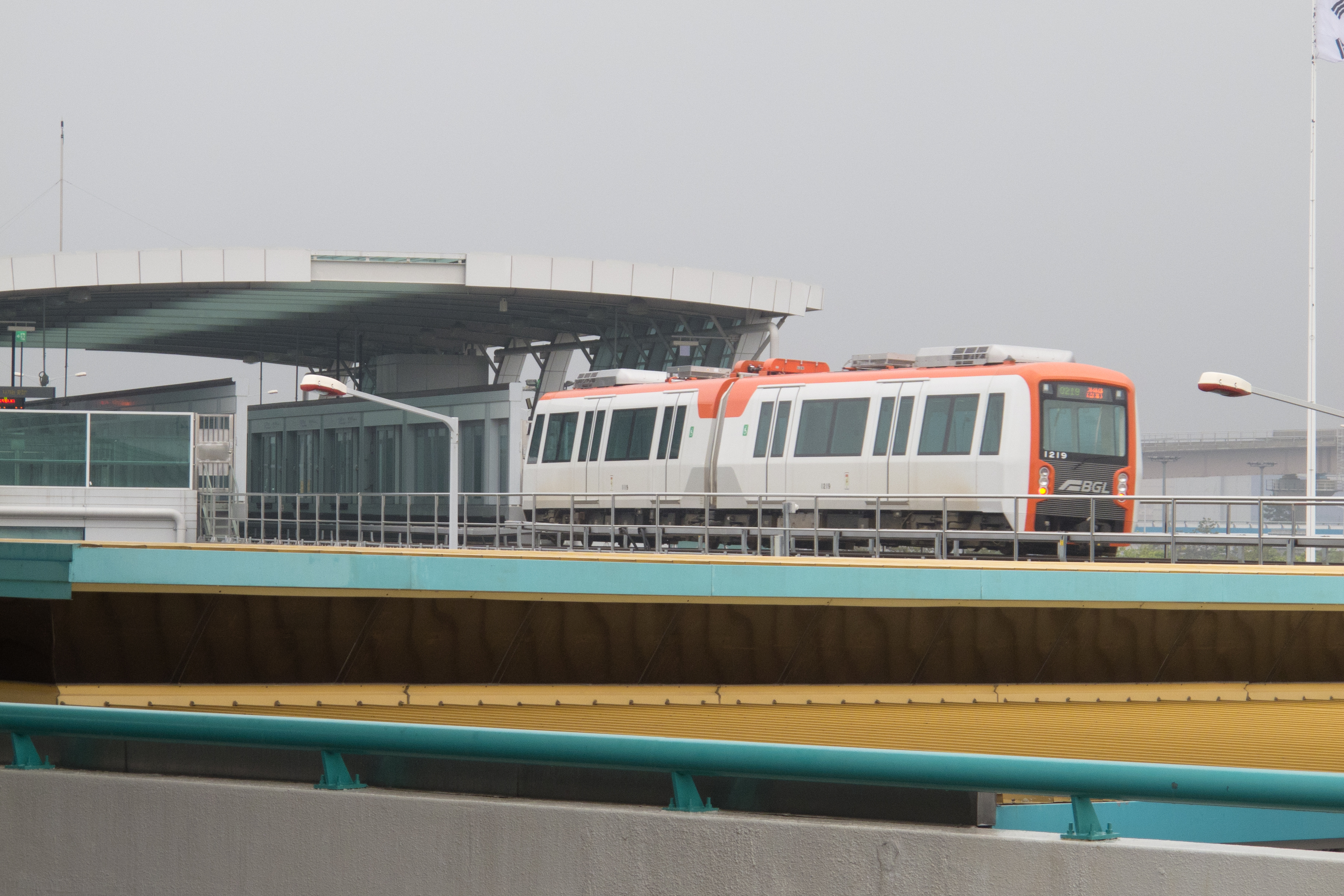
空港駅に到着する1000系電車

### のりば
| 上り | ●釜山-金海軽電鉄 | 沙上方面   |
| 下り | ●釜山-金海軽電鉄 | 加耶大方面 |

## 駅周辺
- 金海国際空港 - 国内線建物は左手正面、国際線建物は右手に徒歩3分程度の位置にある。

## 歴史
- 2011年9月9日 - 開業。

## 隣の駅
釜山-金海軽電鉄
●釜山-金海軽電鉄
西釜山流通地区駅（3） - 空港駅（4） - 徳斗駅（5）